# 유해정
유해정(2000년 10월 9일~)은 대한민국의 배우이다.

## 학력
- 광탄중학교

## 연기 활동

### 드라마
- 2008년 SBS 수목드라마 《온에어》 ... 7살 여자아이 역
- 2009년~2010년 MBC 일일시트콤 《지붕뚫고하이킥》 ... 성희 역
- 2010년 OCN 금요드라마 《신의 퀴즈》 ... 이은옥 역
- 2013년 KBS2 월화드라마 《굿 닥터》 ... 은옥 역
- 2013년 JTBC 주말연속극 《맏이》 ... 어린 김영선 역
- 2016년 KBS2 월화드라마 《백희가 돌아왔다》 ... 홍보름 역

### 영화
- 2011년 《다슬이》 ... 다슬이 역
- 2014년 《보호자》 ... 희정 역
- 2017년 《이웃집 스타》 ... 은하 역

## 수상 및 후보
| 연도 | 시상식        | 부문       | 작품   | 결과 |
| ---- | ------------- | ---------- | ------ | ---- |
| 2012 | 제49회 대종상 | 신인여우상 | 다슬이 | 후보 |